# Самомразещи се евреи
Самомразещите се евреи е термин, използван за описание на евреи с антисемитски убеждения или участващи в антисемитски изяви.
Концепцията придобива популярност след 1930 г., когато излиза книгата на Теодор Лесинг на немски Der jüdische Selbsthass. След Холокоста терминът се превръща в нещо като ключ към „стената на срама“ и особено по времето на Студената война във връзка със световните дебати за ционизма. Подобни обвинения се хвърлят върху всеки член на общността, който бива изправян пред останалите, като се твърди даже, че самомразещите се евреи са се институционализирали в обществено движение.
Най-често главното обвинение срещу самомразещите се евреи е че са опасна опозиция на официалната израелска политика, както и че са против съществуването на държавата Израел.  Обвинявани са и че подкрепят "новия антисемитизъм".  Понятието е познато още от полемичната употреба от Теодор Херцел на термина „антисемит от еврейски произход“. Някои учени са на мнение, че концепцията на еврейската самостоятелна омраза се основава на есенциализма (втора същност) на еврейската идентичност.
Терминът се използва и в еврейските издания като критика в редица контексти, например в изкуството срещу изпълнител или артист, който описва евреите негативно. По тази причина терминът има най-широка употреба най-вече във връзка с дебатите по американската политика към Израел, като има много синоними.